# Durian Luncuk
Durian Luncuk is een bestuurslaag in het regentschap Batang Hari van de provincie Jambi, Indonesië. Durian Luncuk telt 2374 inwoners (volkstelling 2010).